# Antonieta Amàlia de Brunsvic-Lüneburg
Antonieta Amàlia de Brunsvic-Lüneburg, (Wolfenbüttel, 22 d'abril de 1696 - Brunsvic, 6 de març de 1762) era filla de Lluís Rodolf de Brunsvic-Wolfenbüttel (1671-1735) i de Cristina Lluïsa d'Oettingen-Oettingen (1671-1747).

## Matrimoni i fills
El 15 d'octubre de 1712 es va casar amb el duc Ferran Albert II de Brunsvic-Lüneburg
(1680 - 1735), fill de Ferran Albert I (1636-1687) i de Cristina Guillema de Hessen-Eschwege (1648-1702). El matrimoni va tenir tretze fills que arribaren a l'edat adulta: 
- Carles (1713-1780), casat amb la princesa Felipa Carlota de Prússia (1716-1801).
- Antoni Ulric (1714-1776), casat amb Anna Leopolda de Mecklenburg-Schwerin (1718-1746).
- Elisabet Cristina (1715-1797), casada amb Frederic el Gran (1712-1786).
- Lluís Ernest (1718-1788)
- August (1719-1720)
- Frederica (1719-1772)
- Ferran (1721-1792)
- Lluïsa Amàlia (1722-1780), casada amb August Guillem de Prússia (1722-1758).
- Sofia Antònia (1724-1802), casada amb Ernest Frederic de Saxònia-Coburg-Saalfeld (1724-1800)
- Albert (1725-1745)
- Carlota (1725-1766)
- Teresa (1728-1778)
- Juliana Maria (1729-1796), casada amb Frederic V de Dinamarca (1723-1766).
- Frederic Guillem (1731-1732).
- Federic Francesc (1732-1758)